# Wilhelm Röntgen
Wilhelm Conrad Röntgen (n. 27 martie 1845, Lennep⁠(d), Regatul Prusiei, Imperiul German – d. 10 februarie 1923, München, Republica de la Weimar) a fost un fizician german. Ca profesor al universității Würzburg, studiind descărcările electrice în tuburi vidate, a descoperit în anul 1895 emisia unor radiații penetrante, pe care le-a numit radiații X care, după moartea sa și în pofida testamentului său, au fost denumite raze Röntgen. În anul 1901 a fost distins cu Premiul Nobel pentru Fizică.

## Motivația juriului Nobel
„ca apreciere pentru serviciile extraordinare oferite prin descoperirea remarcabilelor raze (raze X)”.

## Date biografice
Röntgen s-a născut în 1845, la Lennep, în Germania, fiind singurul copil al unui negustor și producător de textile. Datorită mamei sale care provenea dintr-o veche familie olandeză, familia Röntgen a decis să se mute în Olanda, când micuțul Wilhelm avea doar trei ani. În copilărie și adolescență, Röntgen nu dădea semne de aptitudini ieșite din comun, dar avea o pasiune - pe care, de altfel și-a păstrat-o toată viața - de a face farse mecanice complicate, îndelung elaborate.
În 1862 Röntgen s-a înscris la Școala tehnică din Utrecht. În 1865 s-a înscris la cursurile facultății de fizică din cadrul Universității din Utrecht, dar nu a obținut numărul necesar de credite pentru a deveni student, așa încât s-a decis să plece în Elveția, unde s-a înmatriculat la Institutul Politehnic din Zürich după susținerea examenelor. În 1869 și-a susținut teza de doctorat la Zürich și a fost numit asistentul celebrului fizician August Kundt. Îl însoțește pe acesta la Würzburg și ulterior la Strasbourg.
Unul dintre momentele cele mai importante ale vieții sale a fost întâlnirea cu Ivan Pulyui, un fizician de origine ucraineană, care i-a furnizat savantului german una din lămpile pe care acesta le-a folosit pentru a obține ceea ce el a numit "raze X". Röntgen a descoperit razele care îi poartă numele din pură întâmplare, experimentând în laboratorul său efectele descărcărilor sarcinilor electrice de mare intensitate prin tuburi de sticlă umplute cu gaz la presiuni foarte joase.
Anterior studiase efectul razelor catodice, raze care apar în momentul în care curentul electric trece printr-un gaz extrem de rarefiat. În noiembrie 1895 a descoperit că dacă tubul prin care trece sarcina electrică este izolat cu un carton negru pentru a exclude orice sursă de lumină, în condițiile lucrului într-o cameră obscură, un carton care are pe una din suprafețele sale platinocianidă barică devine fluorescent, chiar dacă este la o depărtare apreciabilă de tub. Röntgen a mers mai departe și a observat că același fenomen, al înregistrării transparenței unui corp, are loc și folosind plăci fotografice. Prima radiografie din lume a fost făcută la scurt timp de către Röntgen, surprinzând pe clișeele fotografice oasele unei mâini a soției sale și inelul pe care aceasta îl purta. De aici, savantul a dedus că oasele sunt mult mai puțin permeabile pentru razele X, reliefându-se mai dur, ca și inelul soției sale. Din 1895 și-a petrecut restul vieții în laborator studiind acest fenomen.
Moartea lui, din 1923, drept urmare a unui carcinom intestinal, nu este o consecință directă a experimentelor sale cu razele X, pentru că el a fost unul dintre primii savanți care au folosit ecrane de plumb pentru protecția la radiații.